# Święty Dominik Guzman pogrążony w modlitwie
Święty Dominik Guzman w modlitwie – obraz hiszpańskiego malarza pochodzenia greckiego Dominikosa Theotokopulosa, znanego jako El Greco.

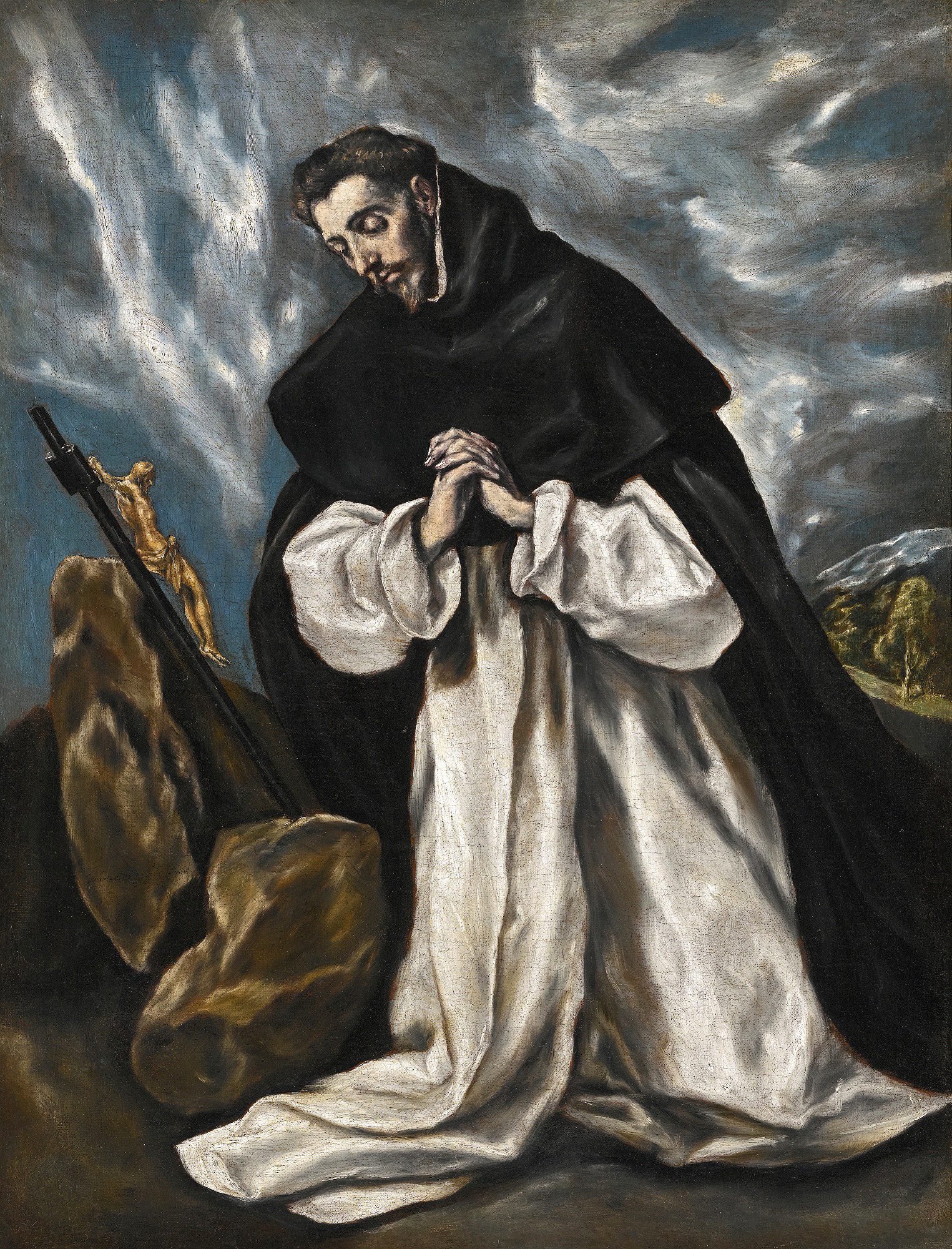
Święty Dominik Guzman w modlitwie,
(1600-1610),
73 × 57 cm, kol. prywatna

Święty Dominik obok świętego Franciszka i Marią Magdaleną był przez El Greco najczęściej malowaną postacią. Obraz był wspomniany w inwentarzu majątku El Greca po jego śmierci w 1614 roku, jako  Święty Dominik trzymający krzyż. Kompozycja znana była wcześniej z grafiki z 1606 sporządzonej przez Diego de Astora.

## Opis i analiza obrazu
Obraz został namalowany w tym samym okresie co Pogrzeb hrabiego Orgaza na co wskazuje sposób ujęcia postaci świętych i zakonnika. Święty Dominik ukazany został na pierwszym planie w pozycji klęczącej i modlący się przed krzyżem, z rękami złożonymi do modlitwy. Ubrany jest w biały habit i w czarną opończę z kapturem, strój zakonu Dominikanów, który założył w 1216 roku. Postać ukazana jest z dolnej perspektywy, przez co wydaje się jeszcze potężniejsza, przy czym jego głowa jest nieproporcjonalnie mała. Dominik modli się przed krucyfiksem opartym o nagą skałę. Ten sam krzyż można znaleźć na obrazach Święty Franciszek pogrążony w modlitwie czy Pokutująca Maria Magdalena.
W każdej wersji, El Greco nadał świętemu indywidualne rysy; na twarzy Dominika rysuje się niezwykła żarliwość wiary. Być może pierwowzorem dla postaci Dominika była jakaś konkretna osoba. Z praktyki takiej korzystali często włoscy artyści np. Giovanni Bellini w portrecie ojca Teodora da Urbino jako św. Dominik (National Gallery w Londynie) lub Lorenzo Lotto i jego portret ojca Angelo Ferretti jako św. Piotr (Harvard University Art Museums, Cambridge). Na żadnym późniejszym portrecie, postacie El Greca znane przez niego osobiście, nie łączy w sobie w taki sposób jednocześnie ludzką intensywność uczuć i charakteru z żarliwością modlitwy osoby świętej.

## Inne wersja
Tę samą kompozycję El Greco powtórzył w kolejnych mniejszych kopiach m.in. z katedry w Toledo i z Museum of Fine Arts w Bostonie. W wersjach tych burzowe niebo i intensywność oświetlenia kształtują tło dla postaci Dominika. Pomiędzy trzema pracami występują niewielkie różnice i zmiany w typologii: obraz z prywatnej kolekcji jest bardziej naturalistyczny, a wersja z Bostonu ma więcej dramatyczności. Wersja trzecia, z prywatnej kolekcji do lipca 2013 roku znajdowała się w kolekcji Arp Museum. W 2013 roku obraz został wystawiony na aukcji przez dom aukcyjny Sotheby’s i osiągnął rekordową cenę ze wszystkich dotychczasowych obrazów El Greca – 9.154.500 funtów.
- Święty Dominik Guzman w modlitwie – (1603-1607), 120 × 88 cm Katedra w Toledo;
- Święty Dominik Guzman w modlitwie – (1603-1607), 105 × 83 cm, Museum of Fine Arts w Bostonie
- Święty Dominik Guzman w modlitwie – (1600-1610), 73 × 57 cm[4], kolekcja prywatna (wcześniej w kolekcjach Marqués de Aldama (Madryt); With Tomás Harris, Londyn 1931; sprzedane Conte Alessandro Contini Bonacossi (Florencja); Galerie Julius Böhler (Monachium), od 1970 w Arp Museum);
- Święty Dominik Guzman w modlitwie – 72 × 58 cm, Hispanic Society of America (Nowy Jork); wcześniej w kolekcji Henri Rochefort (Paryż); Ehrich Galleries (Nowy Jork).